# Tegernsee (lac)
Tegernsee este un lac glaciar de apă dulce în Districtul Miesbach, din Bavaria superioară (Germania), la aproximativ 50 de kilometri sud-est de München. Aria lui este o zonă neîncorporată în districtul Districtul Miesbach. Proprietar este statul bavarez, fiind administrat de Bayerische Verwaltung der staatlichen Schlösser, Gärten und Seen (Administrația bavareză a palatelor, grădinilor și lacurilor statale).

## Geografie
Tegernsee este situat într-un cav glacial, creat de ghețarul Inn din epoca de glaciație din Alpi cu aproximativ 20.000 de ani în urmă care s-a umplut mai târziu cu apă. Forma alungită a lacului arată în mod evident această origine glacial-morfologică. El are o suprafață de 8.9 km² cu o lungime de 5,7 km de la nord la sud și o lățime maximală de peste 2 km de la est spre vest și o adâncime maximală de 72,6 m. Bazinul hidrografic are o dimensiune de peste 210 km². 
Valea Tegernsee este afundată în marginea Alpilor, formează aici munți de numai 1100-1300 m deasupra nivelului mării cu pășuni și păduri, cel mai mare munte fiind, ceva îndepărtat în sud, Wallberg cu 1722 m peste NN. Nordul lacului este situat deja în afară de Alpi, înconjurat de valuri de morene, în care s-a încrestat singurul efluent, râul Mangfall, cu care părăsesc în mediu 8/m³/s de apă lacul. Afluenții principali pe lângă Alpbach, Söllbach, Breitenbach, Zeiselbach, Quirinbach, Grambach, Weidenbach sunt râurile mici Weißach (4,3 m³/s, în timpul de ape mari poate ajungă la 108 m³/s) și Rottach ( 1,2 m³/s, în timpul de ape mari poate ajungă la 45 m³/s). Restul apei provine din izvoare sau ape subterane. Toată regiunea este parte unei mari arii protejate rurale.
Singura insulă, Ringseeinsel, cu o suprafață de 0,8 ha, este situată în sud-vestul lacului la numai 70 m de stufărișul de pe mal pe teritoriul de sud al comunei Gmund, fiind acoperită de iarbă și sălcii. Ea precum învecinata zonă între insulă și trestie este un refugiu în special pentru rața cu ciuf de pe Lista roșie a IUCN și este arie protejată anul întreg.
Următoarele comune au un mal cu lacul (în sens orar începând în nord):
- Gmund am Tegernsee
- Tegernsee
- Rottach-Egern
- Kreuth
- Bad Wiessee

## Istoric
Primele începuturi de așezări în jurul lui Tegernsee prin triburi celtice datează din epoca neoliticului târziu (secolul al 3-lea î. Hr.). Dar abia în secolul al 6-lea a început istoria reală a acestei regiuni cu baiuvarii și ducii lor din Casa Agilolfingilor.  În 746, doi frați nobili, Adalbert și Otkar, din străvechea familie Housi (Housigau) au ctitorit o primă mănăstire cu biserică (care, conform legendei 747 a fost sfințită de Sf. Bonifaciu) la tegarin seo, Adalbert devenind primul stareț. Probabil că în anul 752, Uto, nepot de soră al lui Otkar, a adus moaștele Sfântului martir Quirinus (d. 269) de la Roma la Tegernsee (înhumate pe 16 iunie 804), ce a atras pelerini, permițând parțial dezvoltarea sanctuarului. Dar mai ales generozitatea fondatorilor și probabil a ducelui bavarez au făcut din el o mănăstire bogată: Ea a fost proprietara întregii zone Tegernsee de la granița tiroleză în sud până în Warngau și Holzkirchen posedând mai departe moșii pe lângă Freising, Rosenheim și participări de o treime la salina din Reichenhall. Astfel deja în anul 817 mânăstirea a fost recunoscută ca una din cele mai bogate.
În anul 921, mânăstirea  a fost secularizată de către ducele Arnulf cel Rău. Dar împăratul Otto al II-lea al Sfântului Imperiu Roman a restituit-o în 979 ca abație imperială. Astfel a început marea perioada de glorie a mănăstirii care, deja pe la anul 1000, a avut 200 de călugări benedictini. Un document din secolul al 13-lea arestează, că a posedat mai mult de o mie de averi imobile. În această perioada a fost creat un patrimoniu artistic și cultural incomparabil. Au existat ateliere de vitraliu și miniatură, pentru aurari și turnarea de bronz. Împăratul Frederic I al Sfântului Imperiu Roman, numit Barbarossa  în 1165 a stat aici ca invitat (1165), de asemenea de mai multe ori poetul liric Walther von der Vogelweide.
După marea epidemie de pestă cu mulți morți în timpul Războiului de Treizeci de Ani tot ansamblul a fost barochizat. Toată zona a mai trebuit să îndure efectele cauzate de Războiul de Succesiune Austriacă (1700-1748) și o jumătate de veac mai târziu de staționarea trupelor napoleonene. În 1803 mănăstirea benedictină a fost secularizată și 14 ani mai târziu regele Maximilian I Iosif de Bavaria a achiziționat resturile fostei clădiri ale mănăstirii în 1817, transformând-o într-o reședință regală de vară (până în prezent proprietatea [[Casa de Wittelsbach|Casei de Wittelsbach). În anturajul curții regale, numeroși nobili și artiști au venit la lac, parțial ca turiști, parțial stabilindu-se în jurul lui, baza turismului de azi. Dar de abia deschiderea celor două linii de cale ferată de la München la Gmund (1893) și Tegernsee (1902) a adus progresul mare.
Navigația pe lac a folosit până în 1894 pescarilor care au transportat și turiști în bărcile lor de lemn. Atunci, Luitpold, Prinț Regent al Bavariei a permis navigarea cu un vas motorizat. Până înainte de Al Doilea Război Mondial au fost cinci. După război s-a început transportul de linie mai întâi cu două vaporașe în 1951, fiind în prezent din nou cinci.
Un alt punct de atracție este Cazinoul din Bad Wiessee. Deja în 1957, cazinoul și- a deschis porțile și pricinuit succesului și celor din ce în ce mai mulți vizitatori, a fost extins de mai multe ori, ultima dată în 2005. Cei care vizitează cazinoul de azi se pot distra (de exemplu cu Blackjack, Poker, ruletă sau în sala cu peste 200 de automate) pe un spațiu total de peste 6.000 m².
În jurul lui Tegernsee s-a construit din 1965 un inel de canalizare menajeră pentru evacuarea de ape uzate produse în comunele din împrejurime (primul din lume). Datorită lui, apa lacului și-a păstrat până în ziua de azi limpezimea și curățenia absolută. O altă consecință a construcției canalizării este imposibilitatea de a construi clădiri noi pe sau în apropiere de mal, astfel lacul nu-și pierde o parte din idila sa inițială, în ciuda turismului puternic în regiune.

## Obiective turistice în apropiere (selecție)
- Biserica Sfântul Egidiu, construită 1688-1692 (Gmund)
- Defluentul Mangfall la Gmund
- Bazilica Sf. Quirin, barochizată 1684-1688 (Tegernsee)
- Muzeul Olaf Gulbransson (Tegernsee)
- Muzeul de istorie locală (Tegernsee)
- Biserica Sfântul Laurentiu, secolul XV, barochizată 1671-72, în cimitir mormintele lui, Ludwig Ganghofer Leo Slezak și Ludwig Thoma (Rottach-Egern)
- Muzeul de trăsuri, căruțe și sănii (Rottach-Egern)
- Parcul de cură direct la lac (Rottach-Egern)
- Cascadele în apropiere de Rottach-Egern[9]
- Funicularul spre Wallberg, acolo restaurant panoramic și un post de emisie al Bayerischer Rundfunk (Rottach-Egern)
- Parcul de cură cu pavilion de muzică și bazine Kneipp (Kreuth)
- Castelul Ringberg (Kreuth)

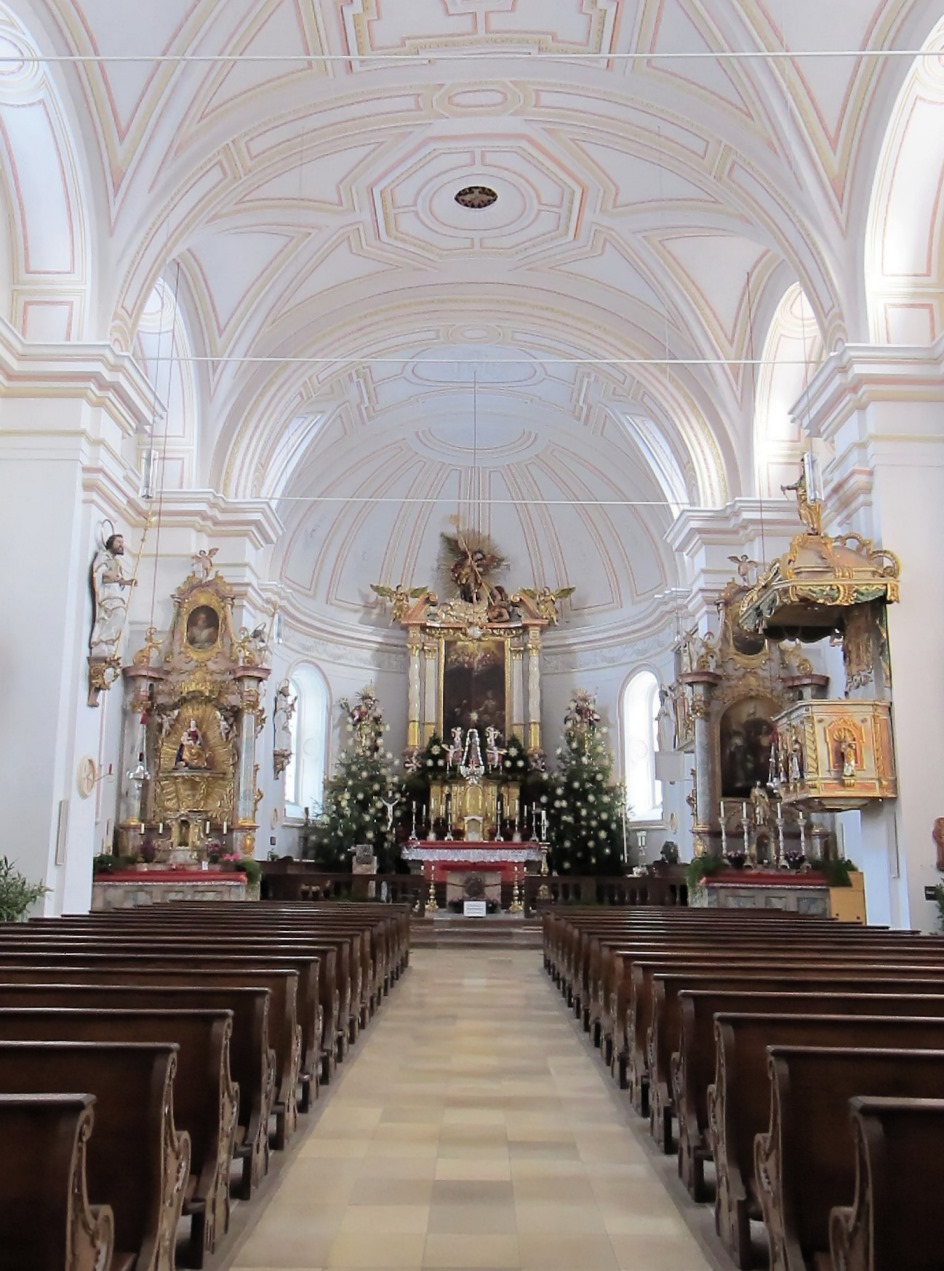
Biserica Sf. Egidiu, interior, Gmund
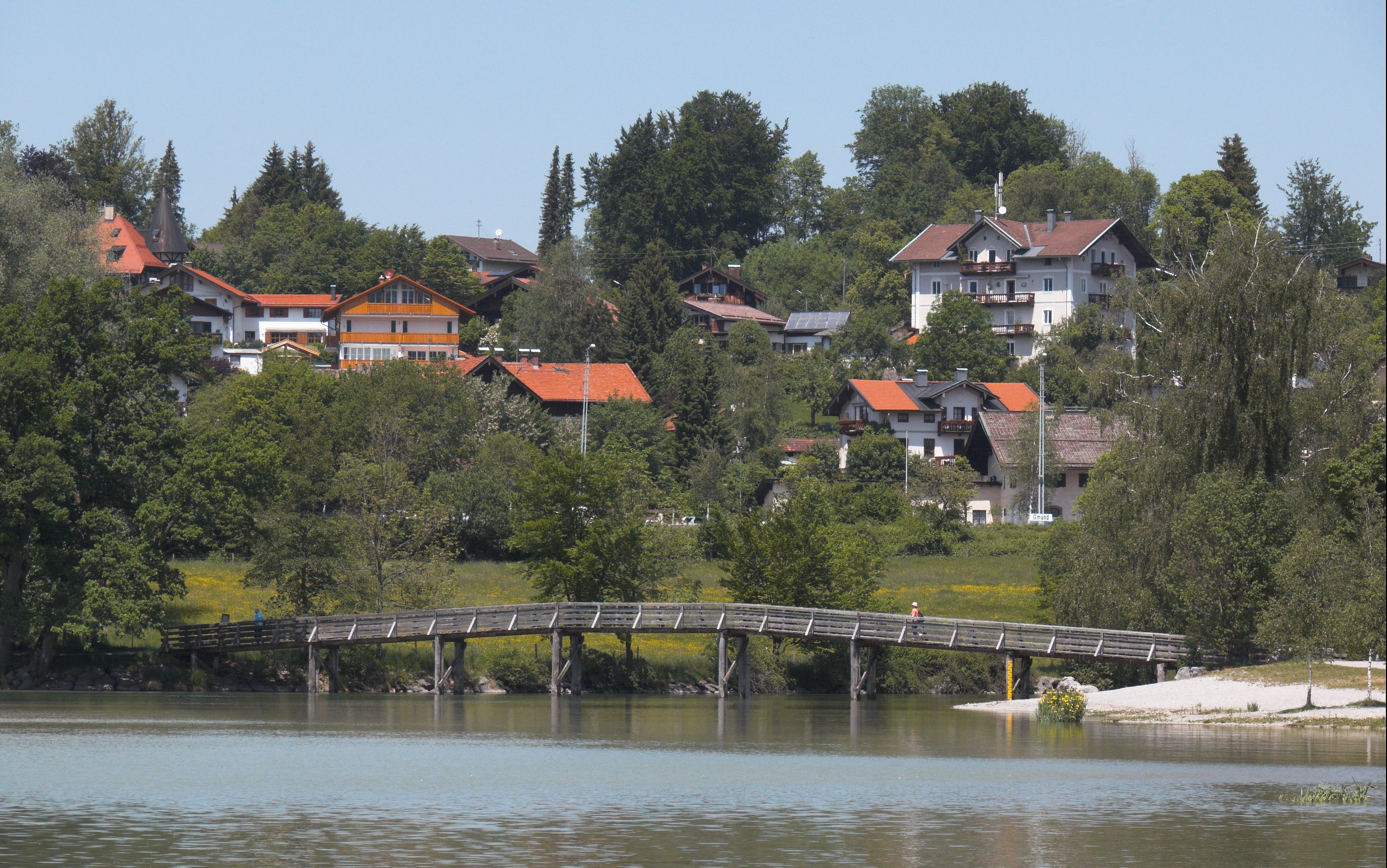
MangfallStegGmund
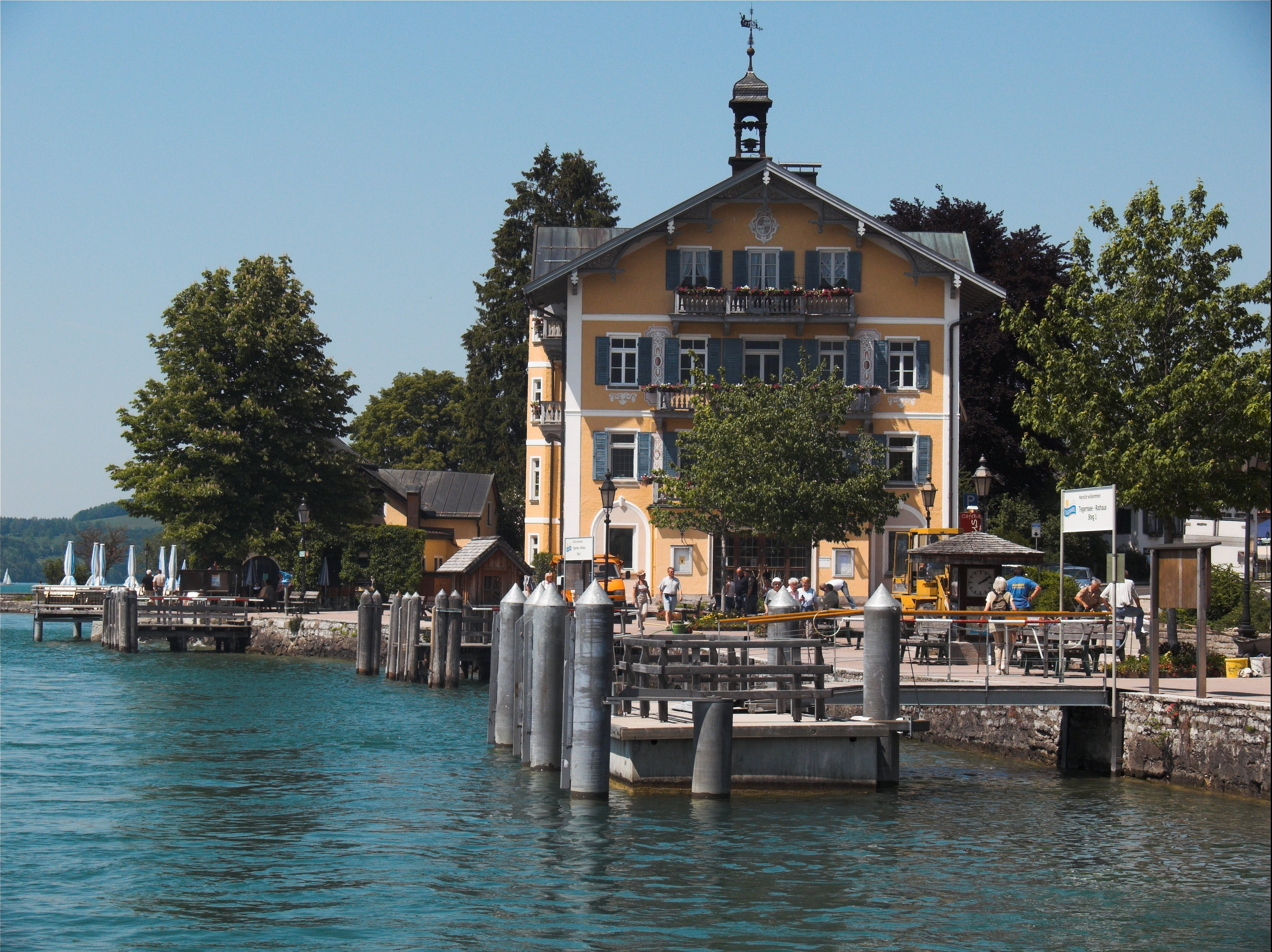
Primăria Tegernsee la promenadă
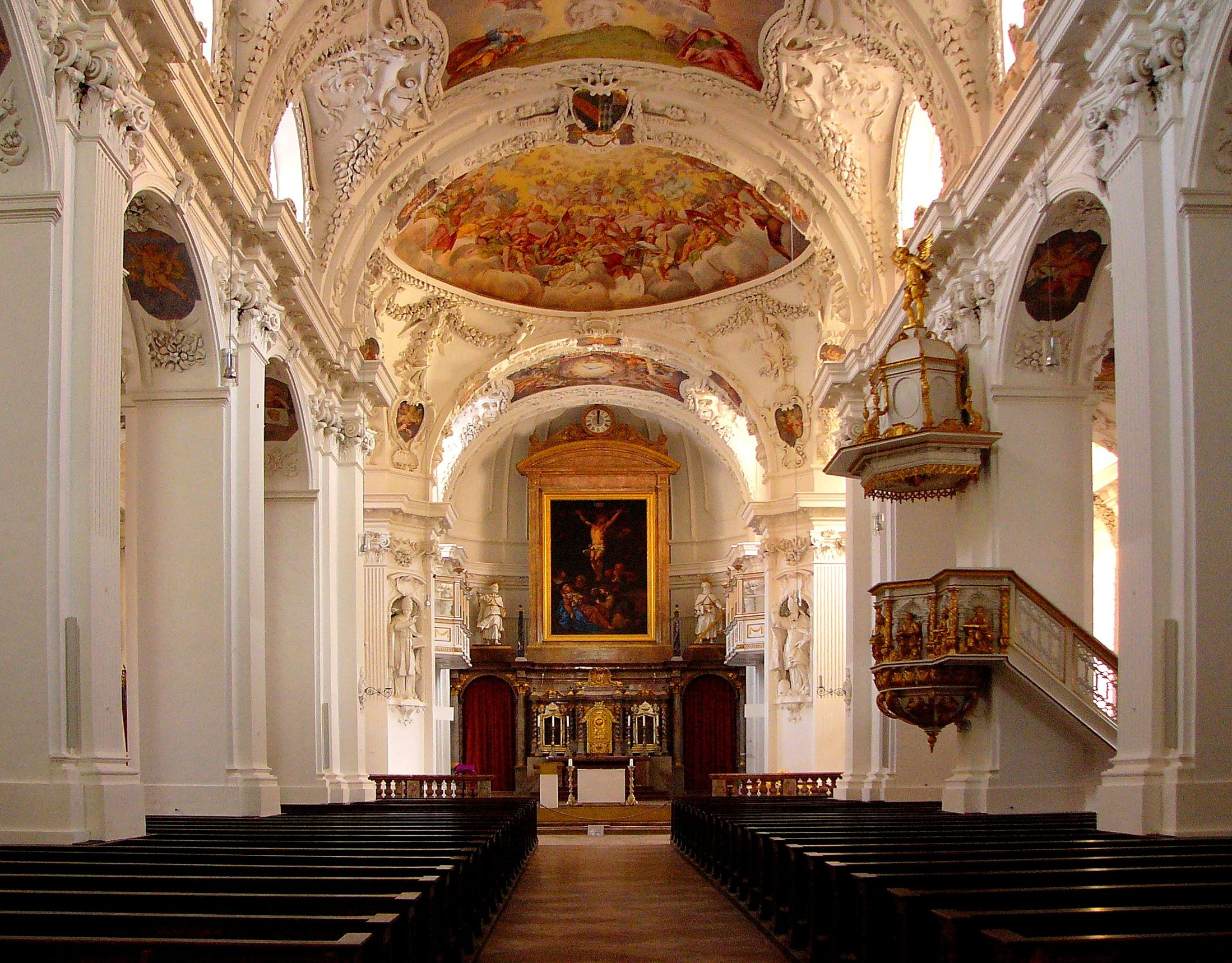
Bazilica Sf. Quirin, interior, Tegernsee
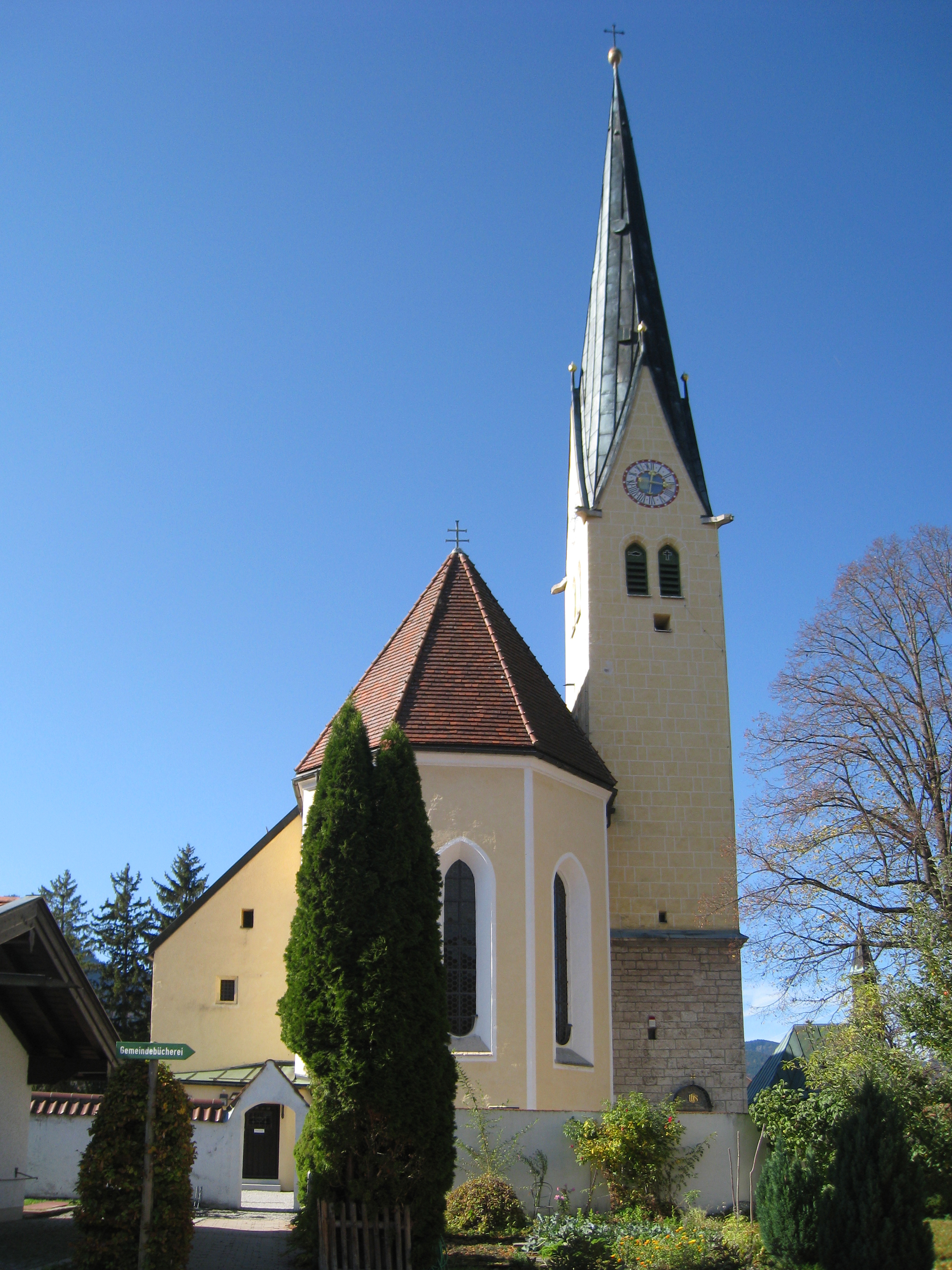
Sf. Laurentius, Rottach-Egern
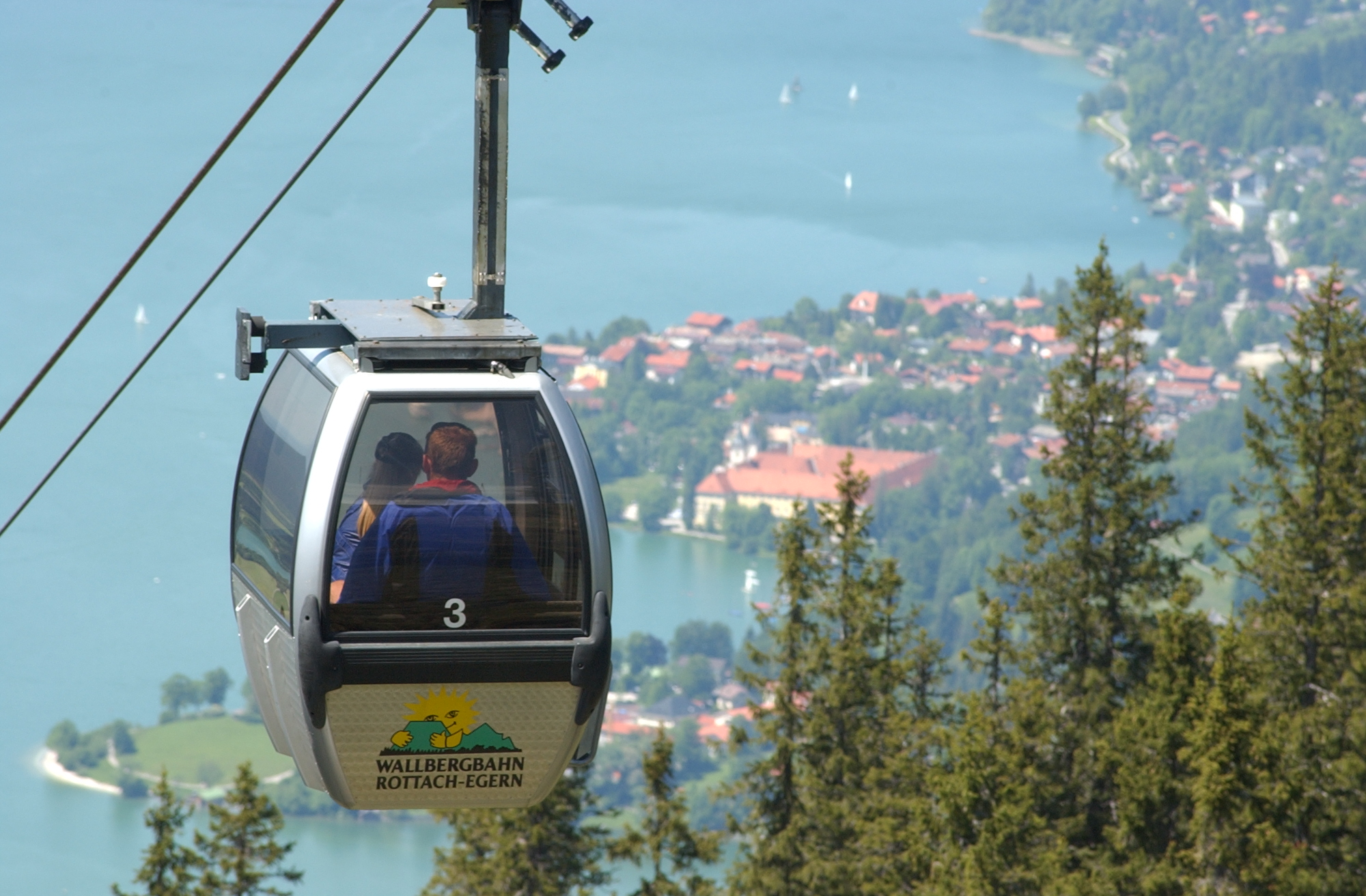
Funicularul spre Wallberg, Rottach-Egern
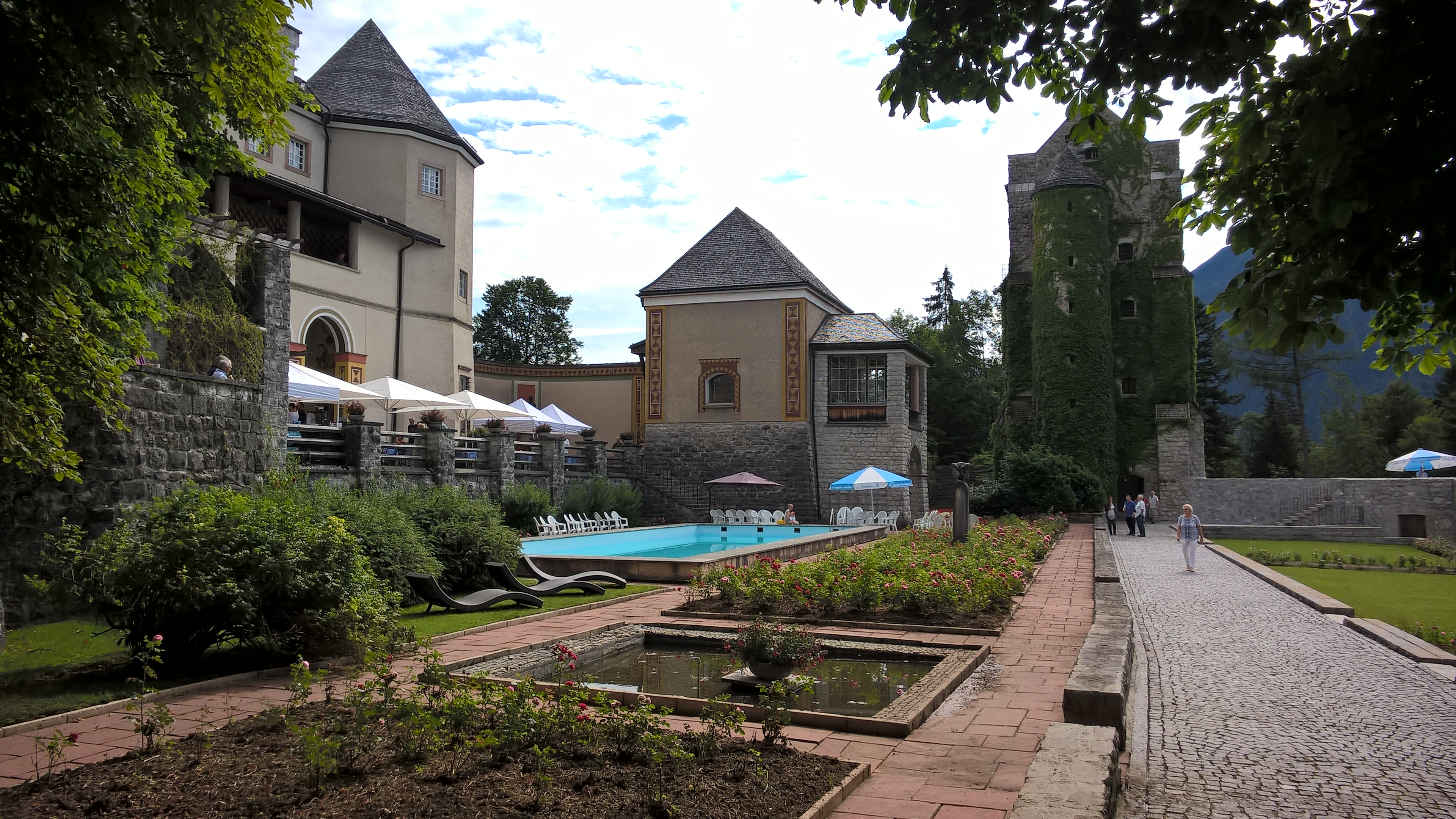
Castelul Ringberg, Kreuth
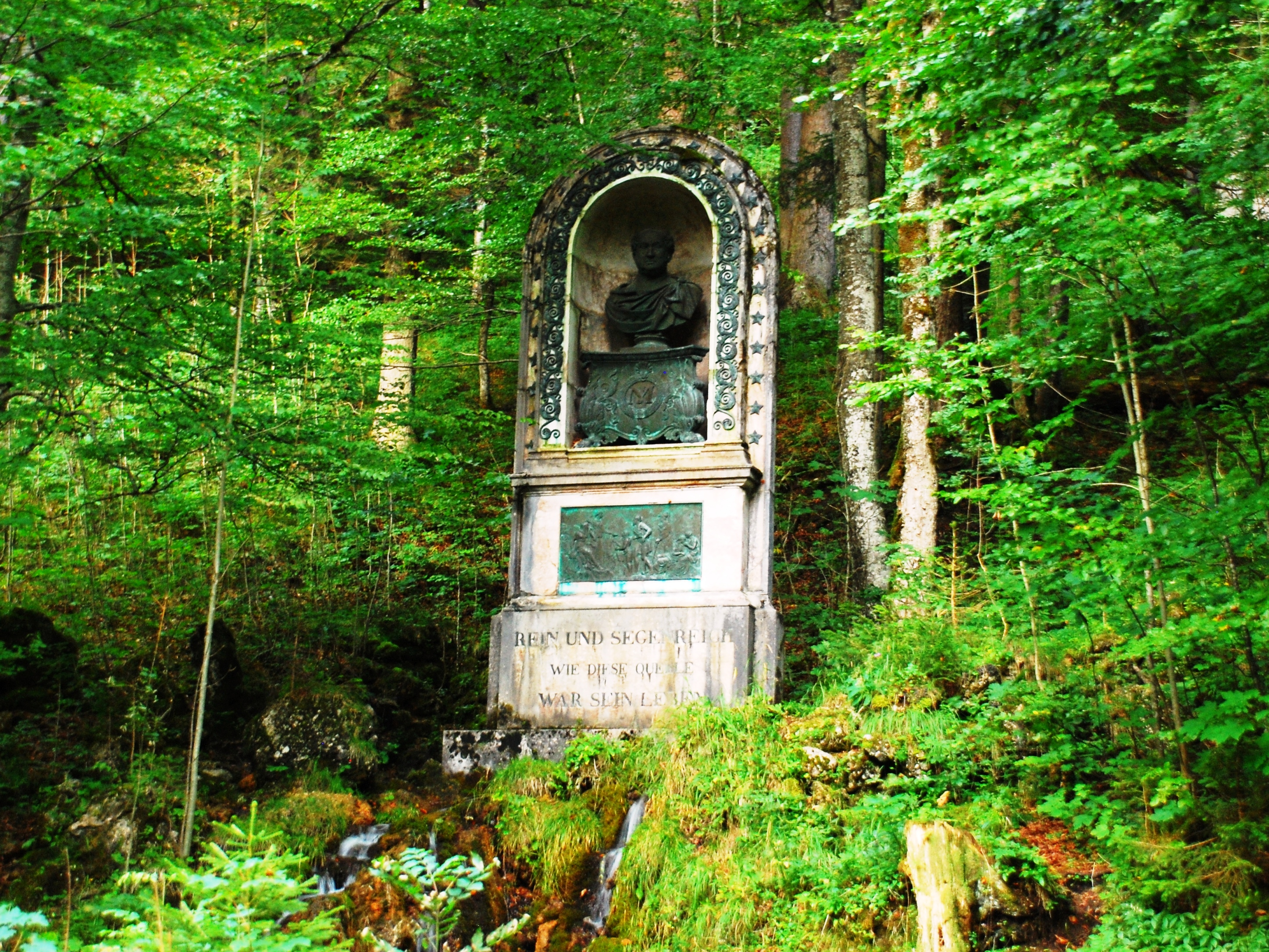
Monument pentru regele Maximilian I, aproape Kreuth
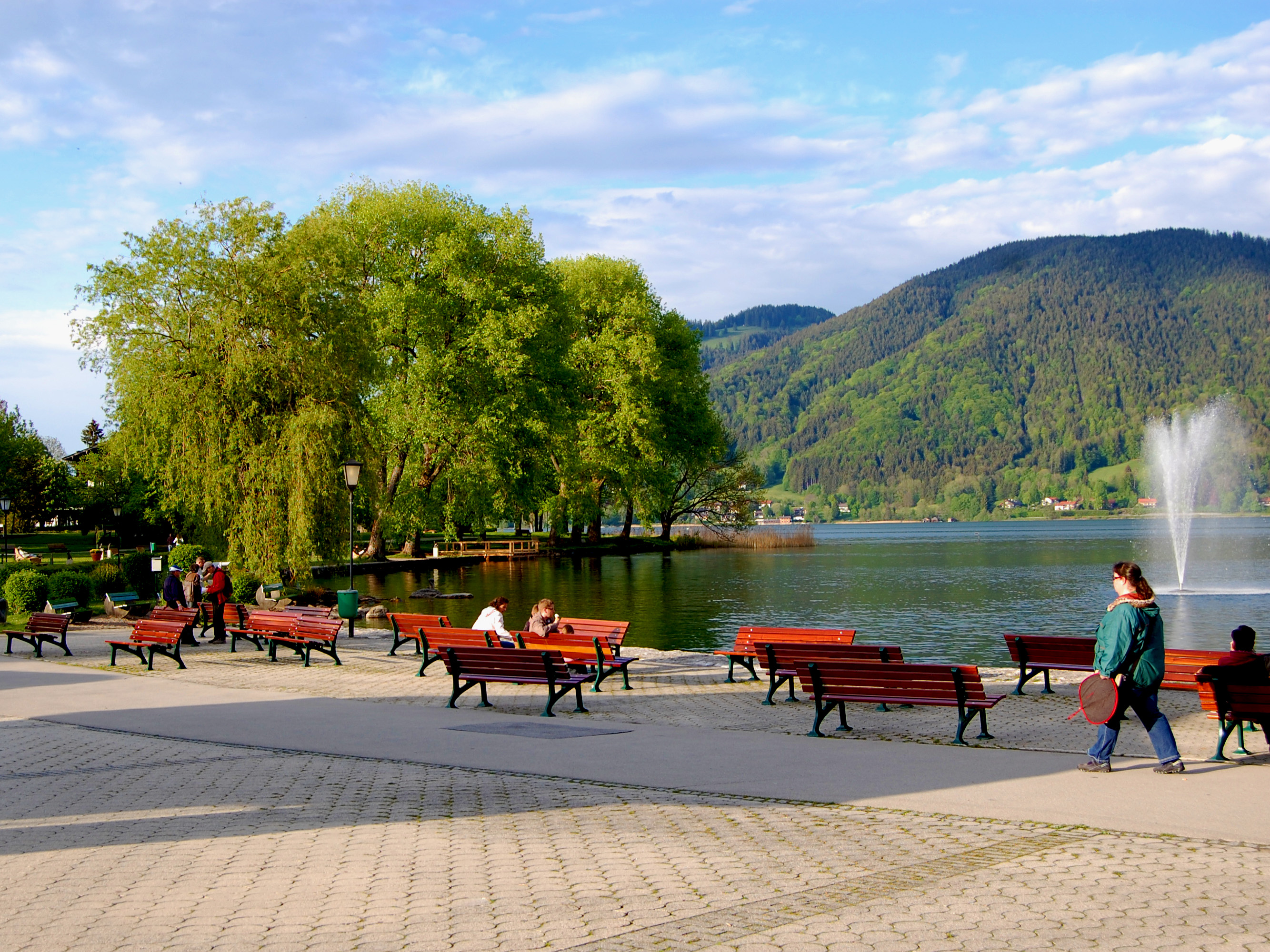
Promenada Bad Wiessee 1
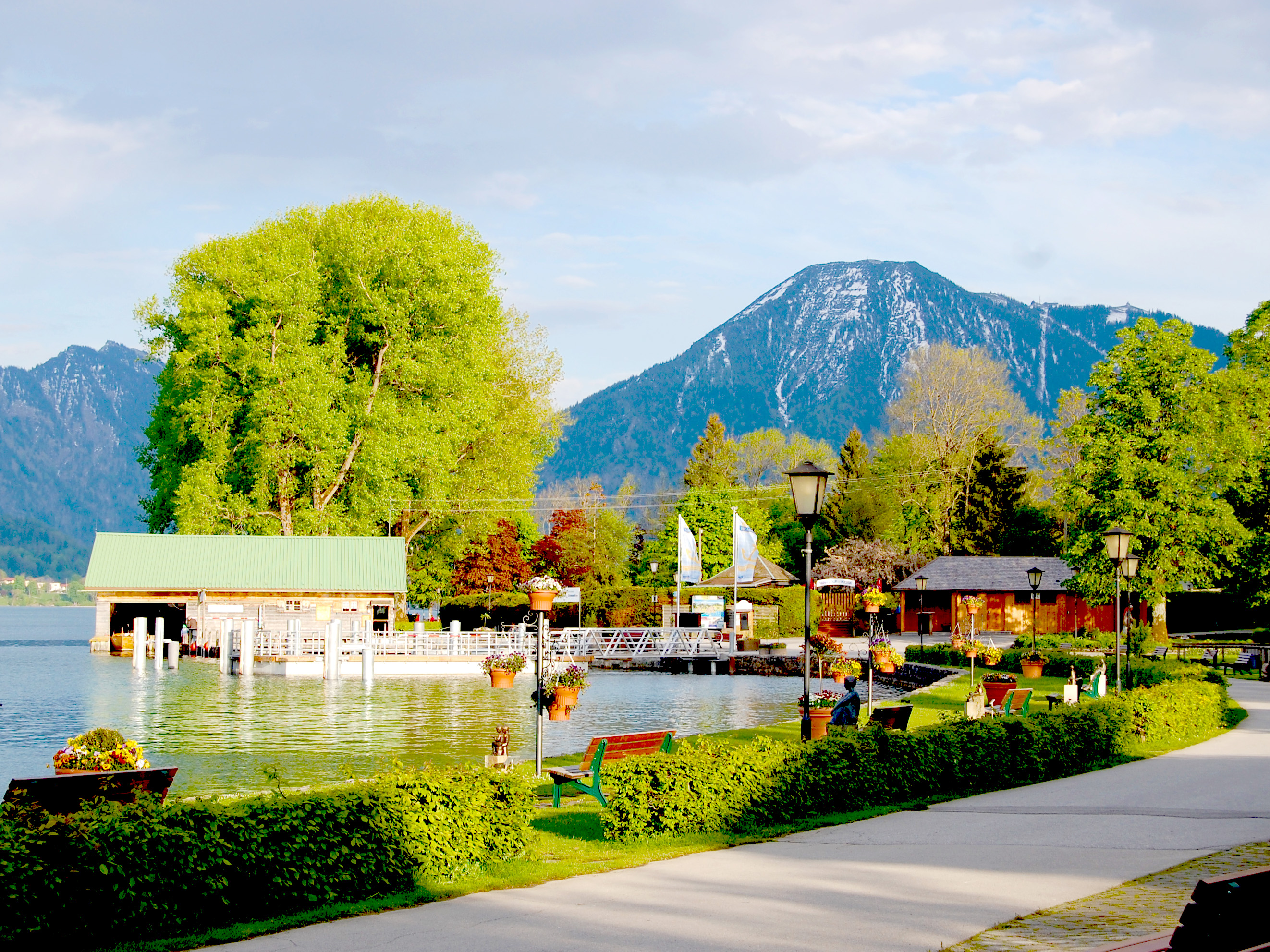
Promenada Bad Wiessee 2

## Recreere și sport
Lacul reprezintă o zonă importantă de recreere și sport, nu numai pentru locuitorii capitalei München. El poate fi ajuns cu trenul (de exemplu de la München la Gmund respectiv Tegernsee) sau peste autostrada A 8 München-Salzburg, ieșirea Holzkirchen, apoi pe rutiera federală B 307/308.
- Pentru drumeți și bicicliști există un circuit mare la și în apropierea apei precum pe drumuri forestiere sau cărări până în Alpi. Malul este complet accesibil.[11]
- Posibilități pentru sporturi acvatice ca de exemplu scufundare, windsurf, navigație cu ambarcațiuni cu vele
- Pescuitul este permis pentru membrii ai clubului de pescari din Tegernsee, mai departe există posibilitatea de cumpărat bilete (zi, sfârșit de săptămână, săptămână, lună, an), dar numai cu licență oficială de pescuit.[12] Specii de pescuit sunt între altele: anghilă, babușcă, biban, char (Salvelinus alpinus), Coregonus bavaricus (de: Renke), obleț, păstrăv de lac, păstrăv de munte, plătică, știucă sau zglăvoacă.[13]
- Împrumut de bărci cu vâsle, hidrobiciclete sau electrice
- Vânzare de peste proaspăt sau afumat
- Multe restaurante și cafenele direct pe malul lacului
- Sauna „monte mare” (Pentru acest proiect a fost achiziționat fostul navă-școală de la Chiemsee și transformat într-o saună plutitoare) și o piscină naturală (Rottach-Egern)
- Baia termală (iod-sulfură) din Bad Wiessee
- Parc balnear cu promenada din Bad Wiessee)
- Mai multe piscine atât în interior cât și în aer liber, tobogan de apă, patru vârtejuri, un gazon mare și o zonă spațioasă de saună (Bad Wiessee)
- Mai multe zone de înot pe lac gratuite (Bad Wiessee)
- Cazinoul din Bad Wiessee (seara, cod vestimentar)
- Bayerische Seenschifffahrt (Asociația bavareză pentru navigația pe lacuri) operează servicii regulate, circuite turistice și servicii unice excepționale din aprilie până în octombrie cu cinci vase/ vaporașe de coastă motor, trei mai mici și două mai mari cu restaurant, seara muzică și dans[14]
- Parapantism

## Galerie de imagini

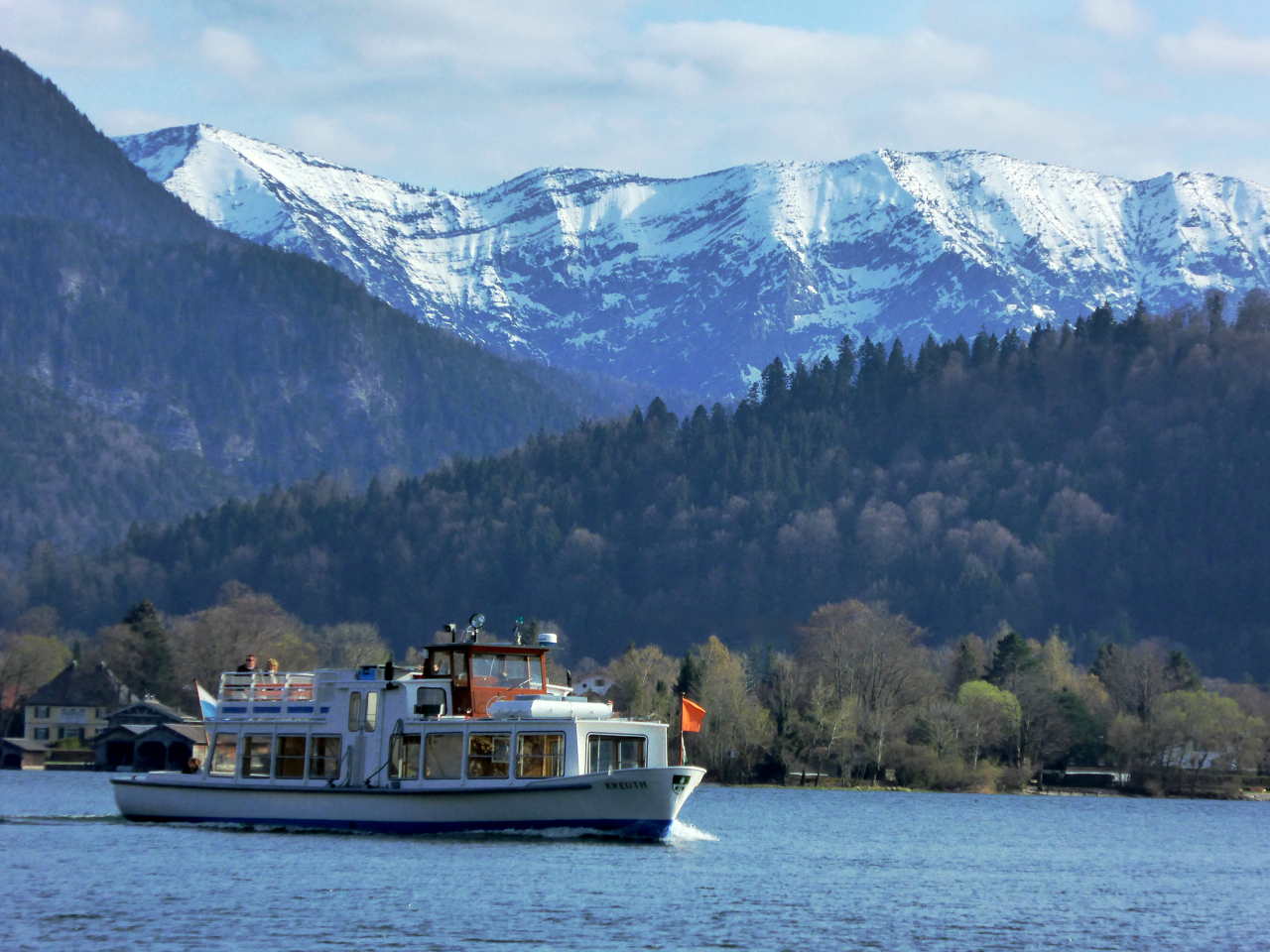
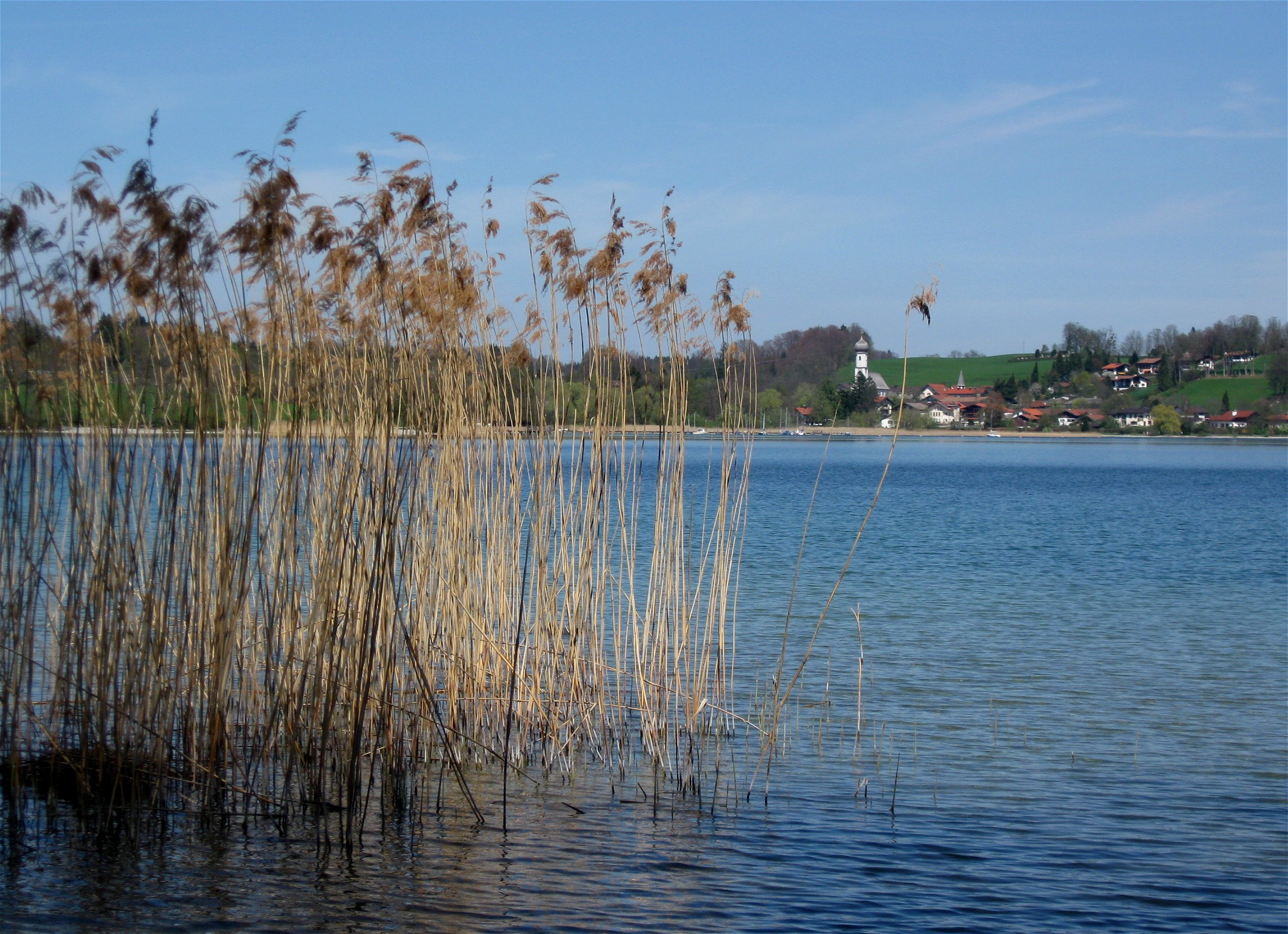
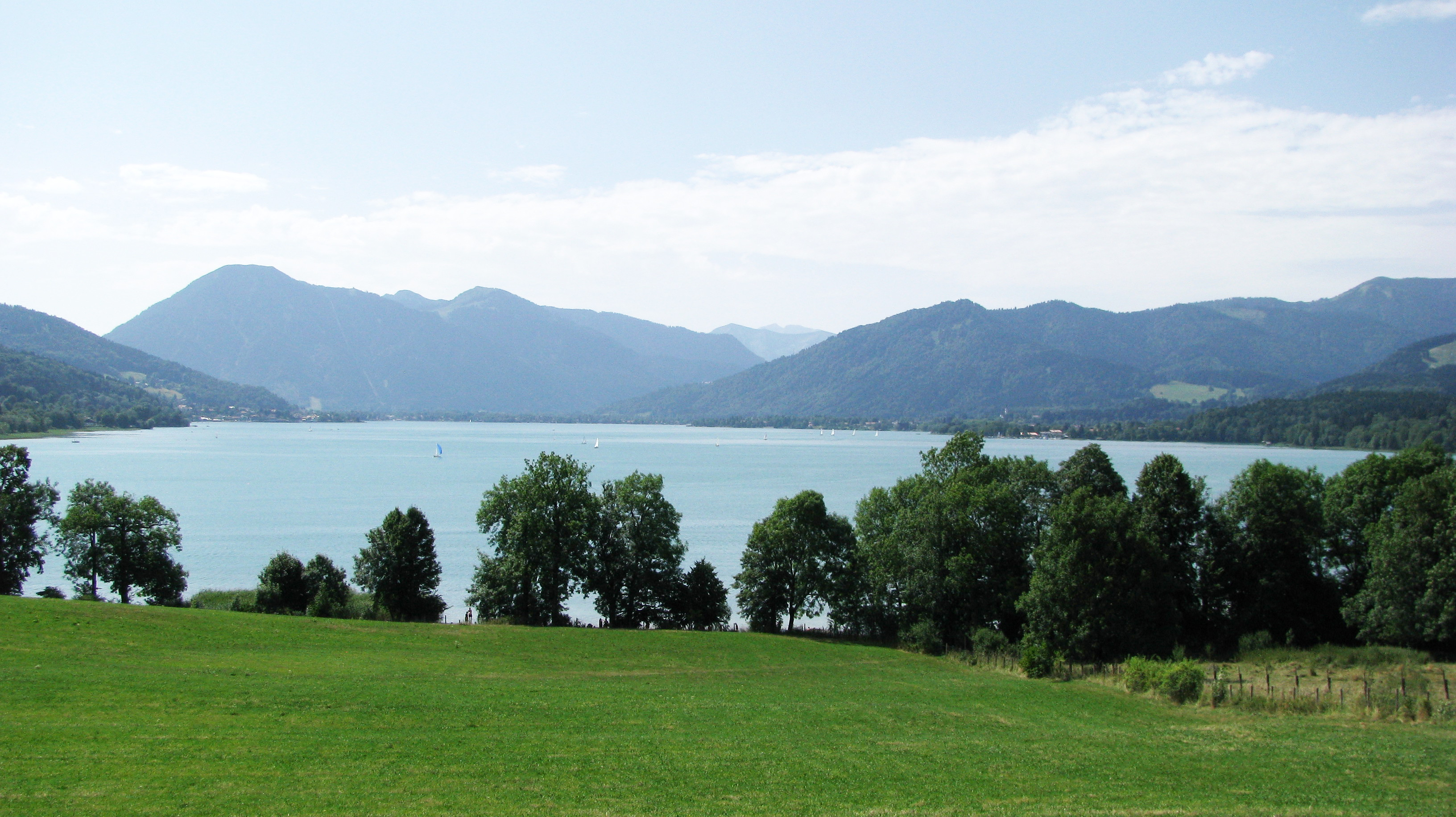
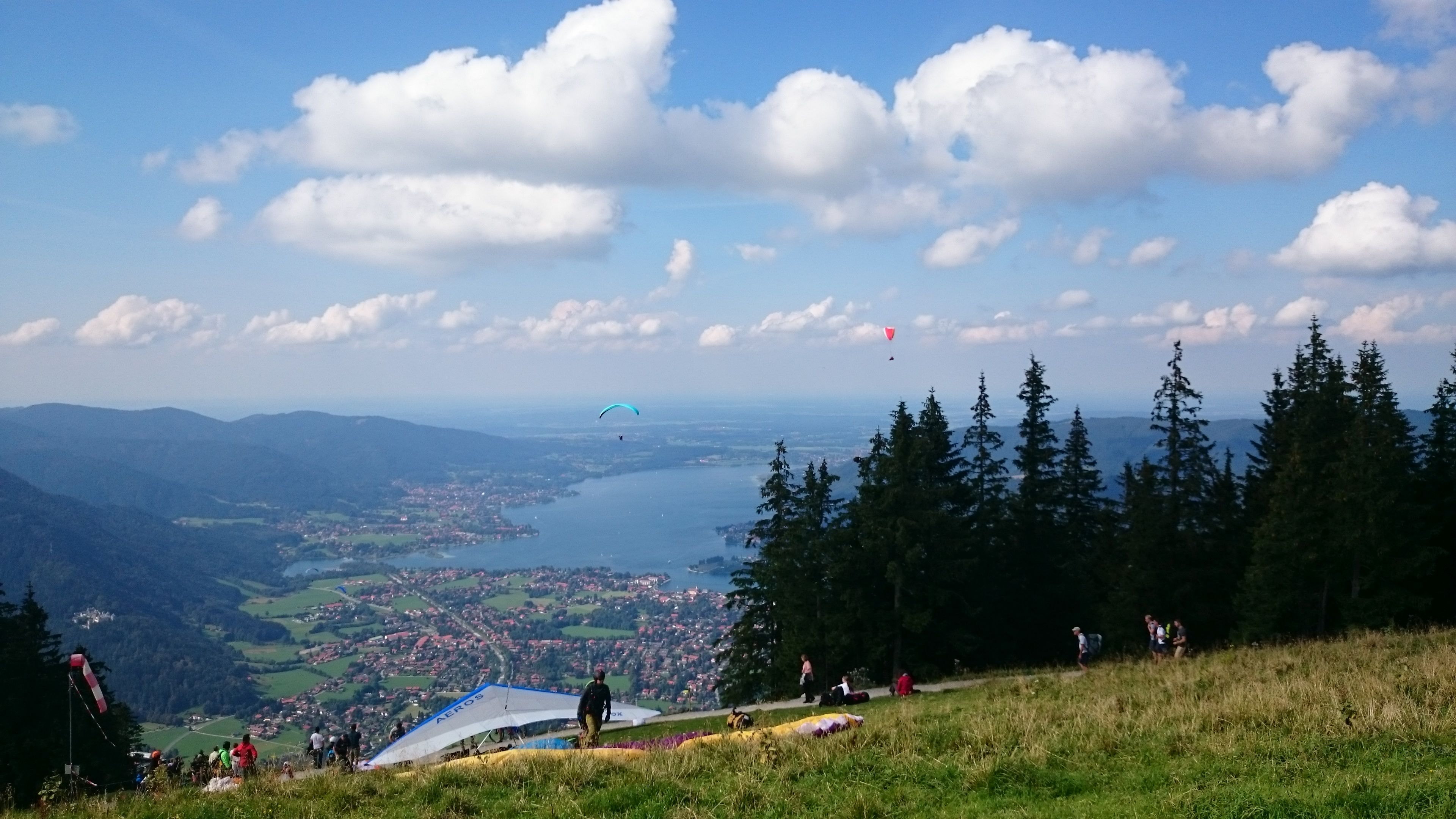
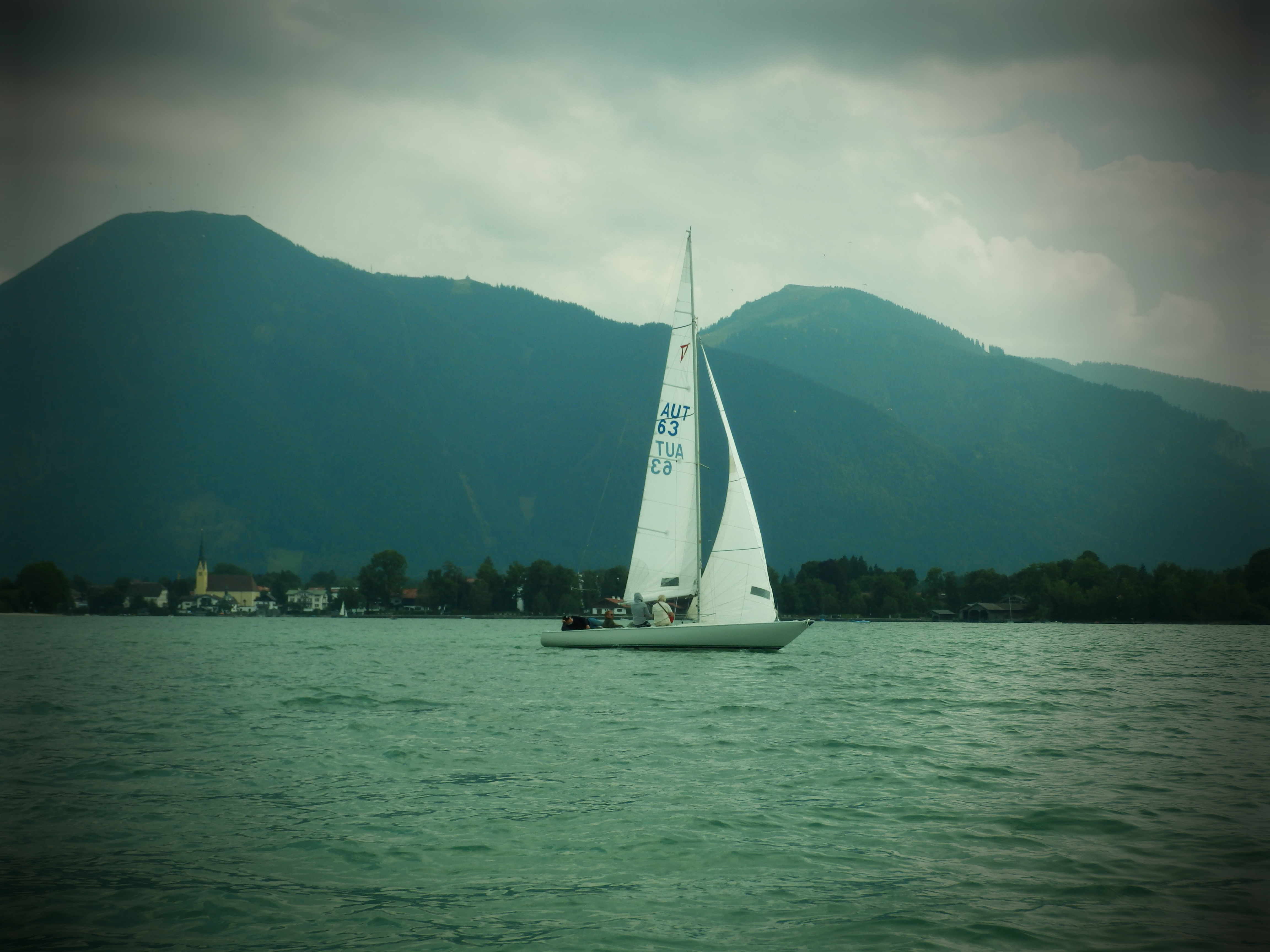
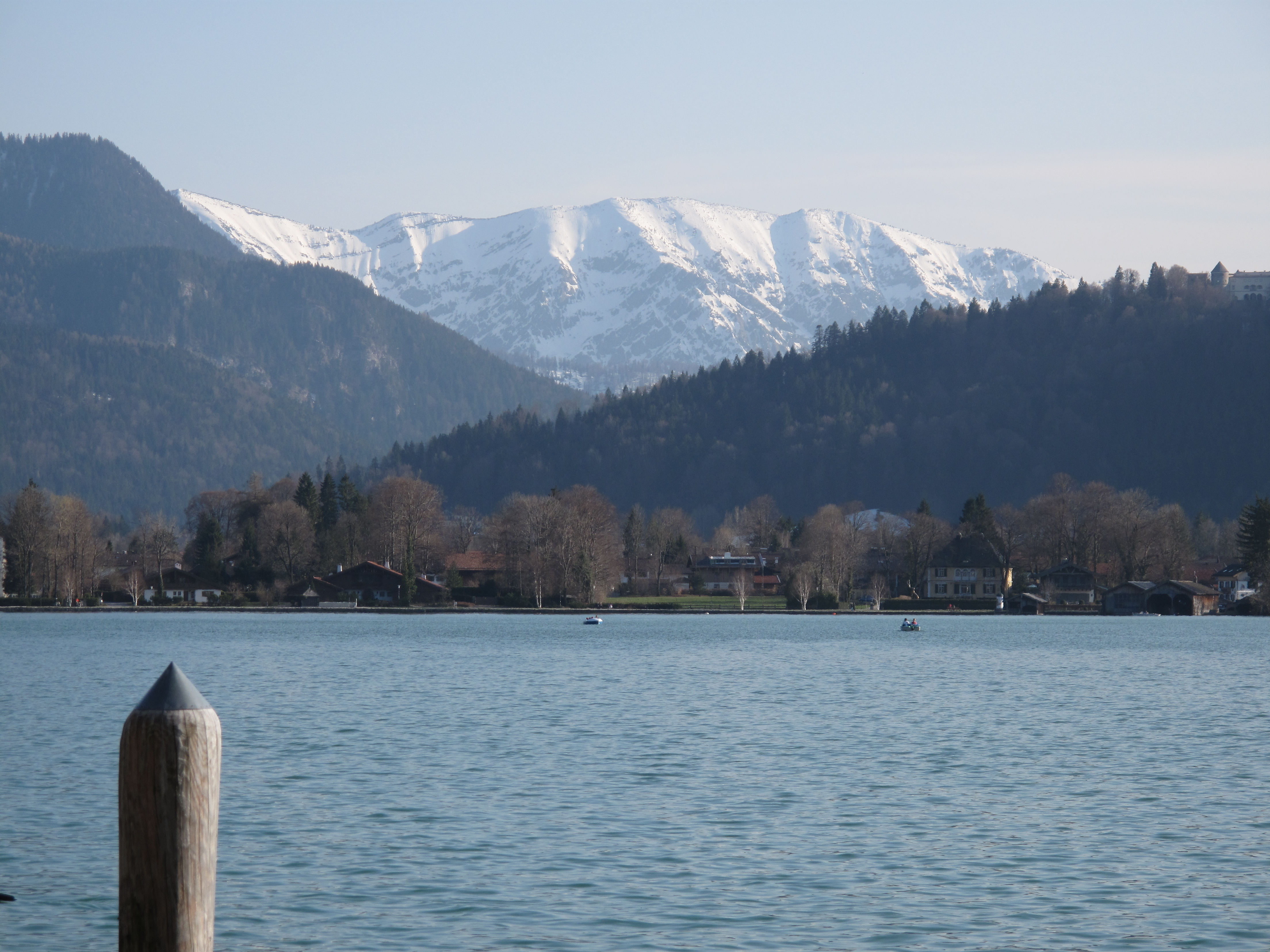
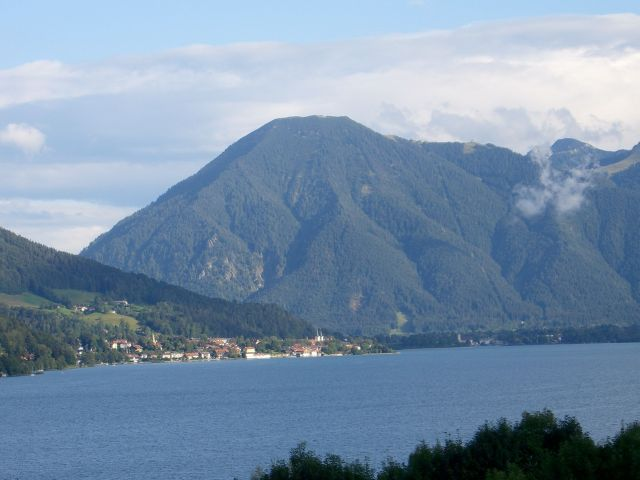
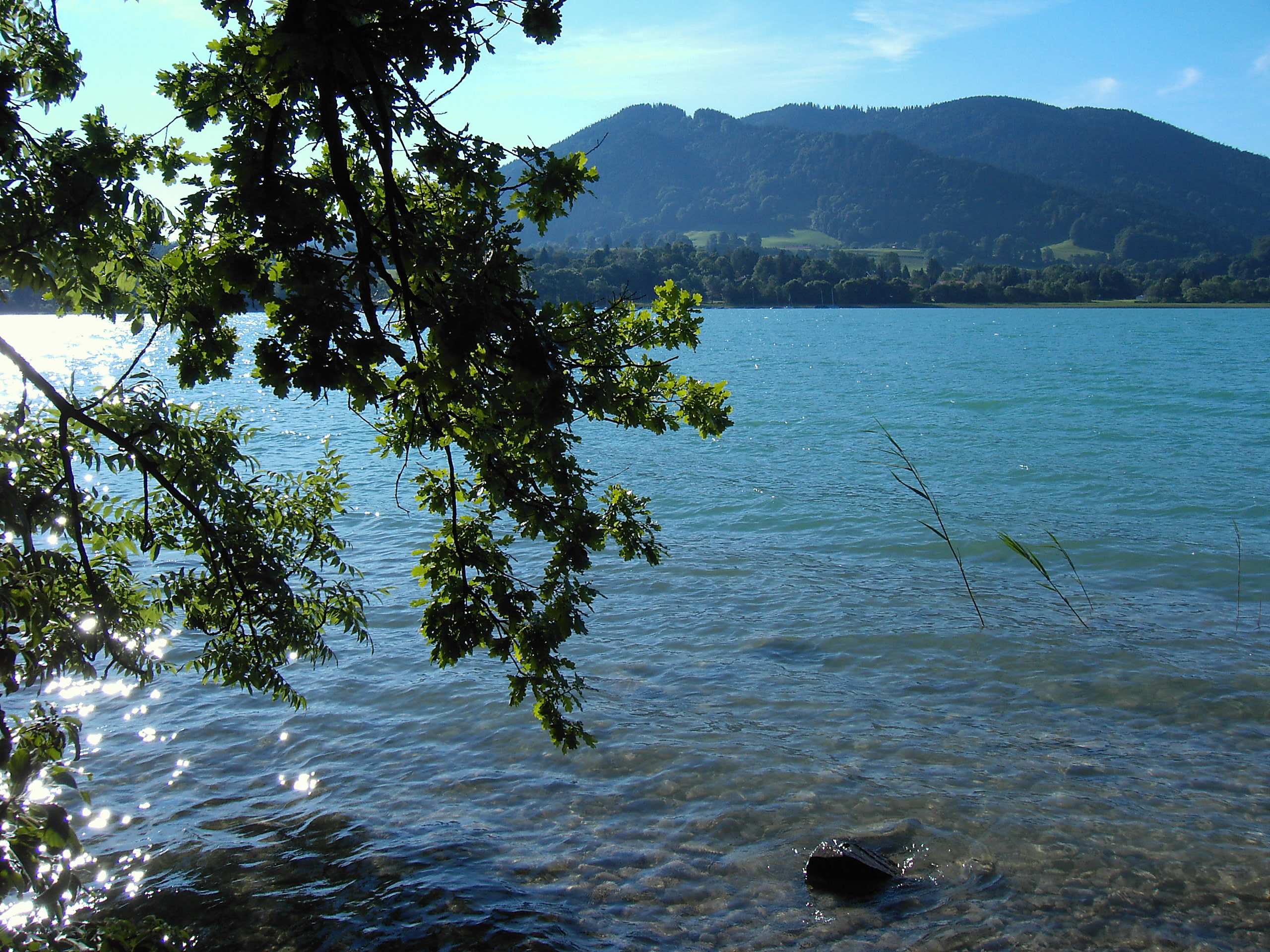
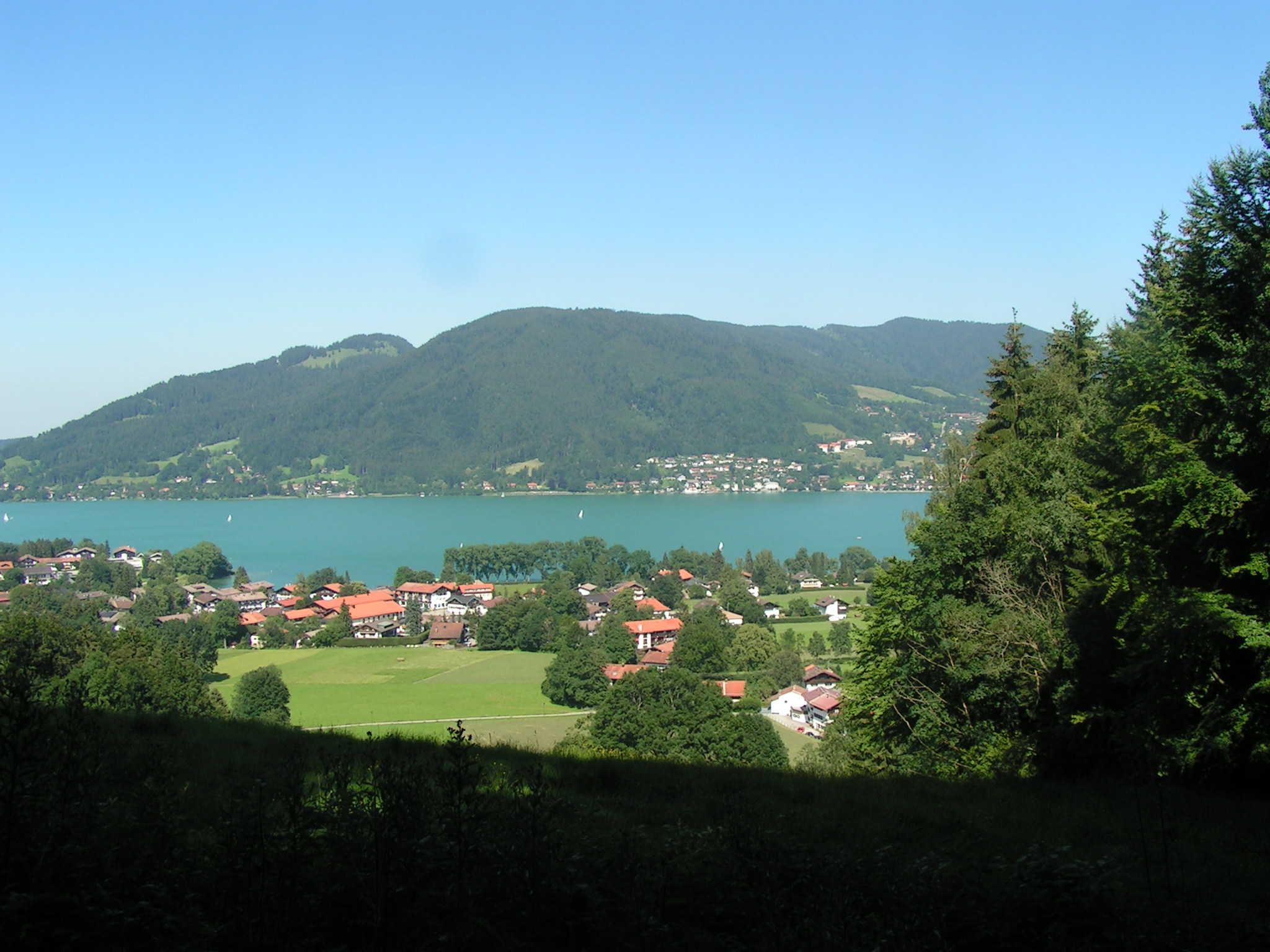
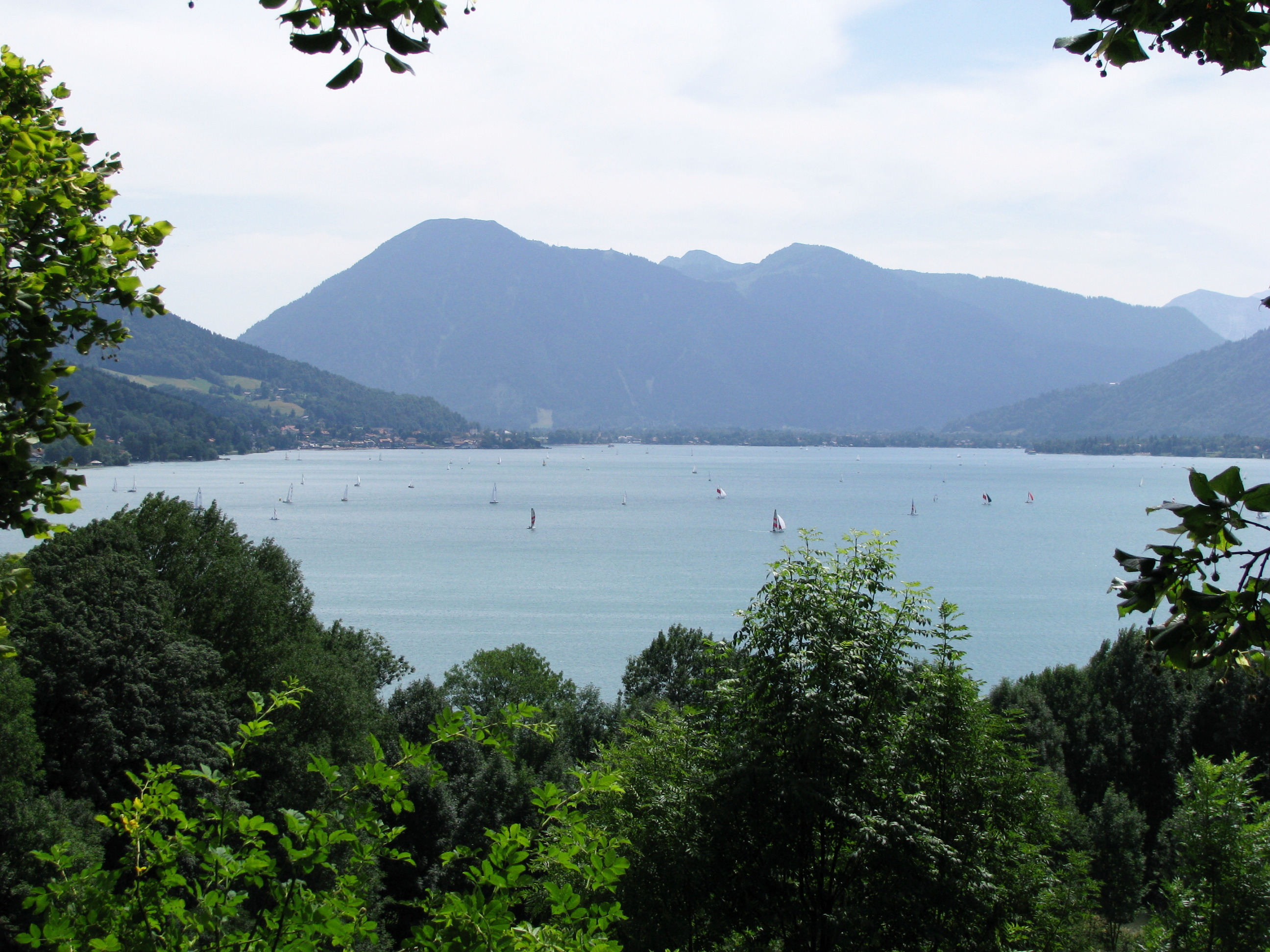

## Legături externe

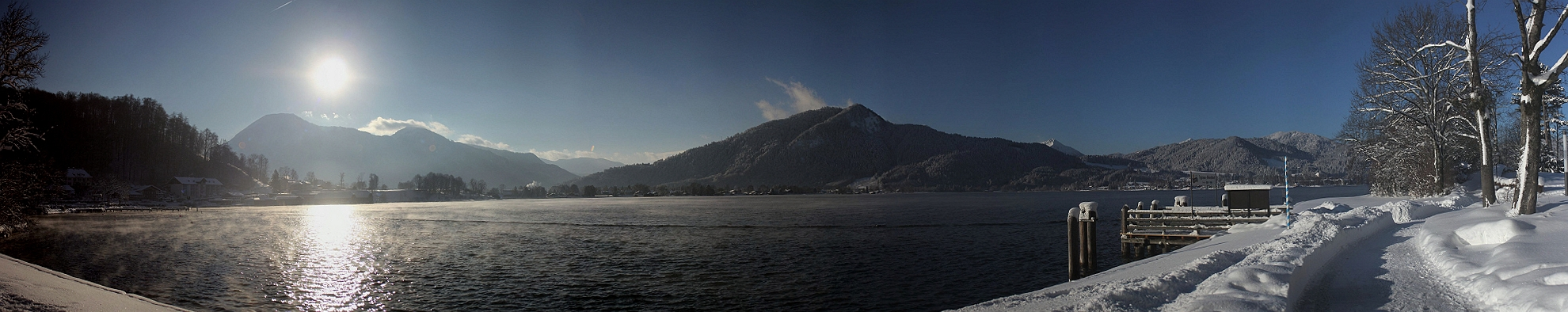